# Brænding på bål
 Der er for få eller ingen kildehenvisninger i denne artikel, hvilket er et problem. Du kan hjælpe ved at angive troværdige kilder til de påstande, som fremføres i artiklen.

Henrettelse ved brænding på bål var en dødsstraf praktiseret i middelalderen og efter reformationen. Brænding på bål blev anvendt som straf for forbrydelser som forræderi og kætteri, men er nok mest kendt som straffen for ”hekseri” efter reformationen. I Europa har brænding på bål dog været brugt som henrettelsesmetode længe før middelalderen.
Dødsårsagen afhang af, hvordan offeret blev brændt. Normalt stod det bundet til en pæl på toppen af et bål. Det medførte, at der kunne gå nogle minutter, før ilden blev kraftig nok til at dræbe. Hvis der var tale om et stort bål (fx når flere blev brændt på én gang), indtraf døden som regel som følge af røgforgiftning (carbonmonooxid forgiftning), før ilden nåede til den dømte. Men hvis der var tale om et mindre bål, med mindre røgudvikling og lavere temperatur, kunne den dømte brænde i et par minutter før døden indtraf – enten som følge af hedeslag, eller tab af blodplasma. Det var en meget smertefuld død. Normalt ville bødlen lægge en dynge træ omkring den dømtes fødder og lægge og arrangere mindre bundter af grene og strå på strategiske steder op langs den dømtes krop for at sikre, at vedkommende brændte før døden indtraf. Hvis bødlen gjorde sit arbejde ordentligt, ville ofrets hud brænde i rækkefølgen: lægge, håndled og hænder, torso og underarme, mave, bryst og ansigt, hvorefter døden ville indtræffe. Den dømte kunne dog være heldig at dø af kvælning, mens der stadig "kun" var ild omkring læggene.
Ved nogle brændinger blev et reb lagt om den dømtes hals og ført gennem et ring, så den dømte kunne kvæles samtidig med vedkommende blev brændt. I England blev de dømte senere i nogle tilfælde hængt før de blev brændt. Ved nogle brændinger i de skandinaviske lande og i Tyskland fik ofrene enten bundet en pose med sortkrudt om halsen, eller blev selv bundet til en stige, for derefter at blive smidt på bålet, når ilden havde fået rigtigt fat. Dette blev gjort for at give en hurtigere og mindre smertefuld død.

## Heksebrændingerne
Herhjemme er Henrettelsesbrændinger nok bedst kendt i forbindelse med de mange heksebrændinger.
Den første heksebrænding i Danmark fandt sted i Stege i 1540. I årene mellem 1540 og den sidste officielle heksebrænding i 1693, blev op mod 1000 mennesker brændt for hekseri.

## Eksterne links
- Wikimedia Commons har flere filer relateret til Brænding på bål